# Louis Émile Millotte
Louis Émile Millotte, né le 4 juin 1810 et mort le 17 avril 1854, est un homme politique français né à Lure (Haute-Saône) et décédé à Lure.

## Biographie
Ancien élève de l'école Polytechnique, il quitte l'armée avec le grade de capitaine d'artillerie. Il est député de la Haute-Saône de 1848 à 1851, siégeant à gauche.

## Sources
- « Louis Émile Millotte », dans Adolphe Robert et Gaston Cougny, Dictionnaire des parlementaires français, Edgar Bourloton, 1889-1891 [détail de l’édition]